# 亚斯奇兰
亚斯奇兰（Yaxchilan，發音：[ʝaʃtʃiˈlan]）是坐落于乌苏马辛塔河畔的一座古代玛雅城邦，位于今墨西哥恰帕斯州境内。
亚斯奇兰是玛雅文明古典时期晚期乌苏马辛塔河沿岸最强盛的城邦之一，黑石城是其主要竞争对手。
亚斯奇兰遗址以其保存完好的门楣浮雕而闻名。这些门楣与建筑前的石柱上刻有记载王朝历史的象形文字。

## 语源
学者认为该城邦的古代名称或许为Pa' Chan（IPA發音：[paʔ tʃan]），意为“裂开的天空”。

## 地理位置

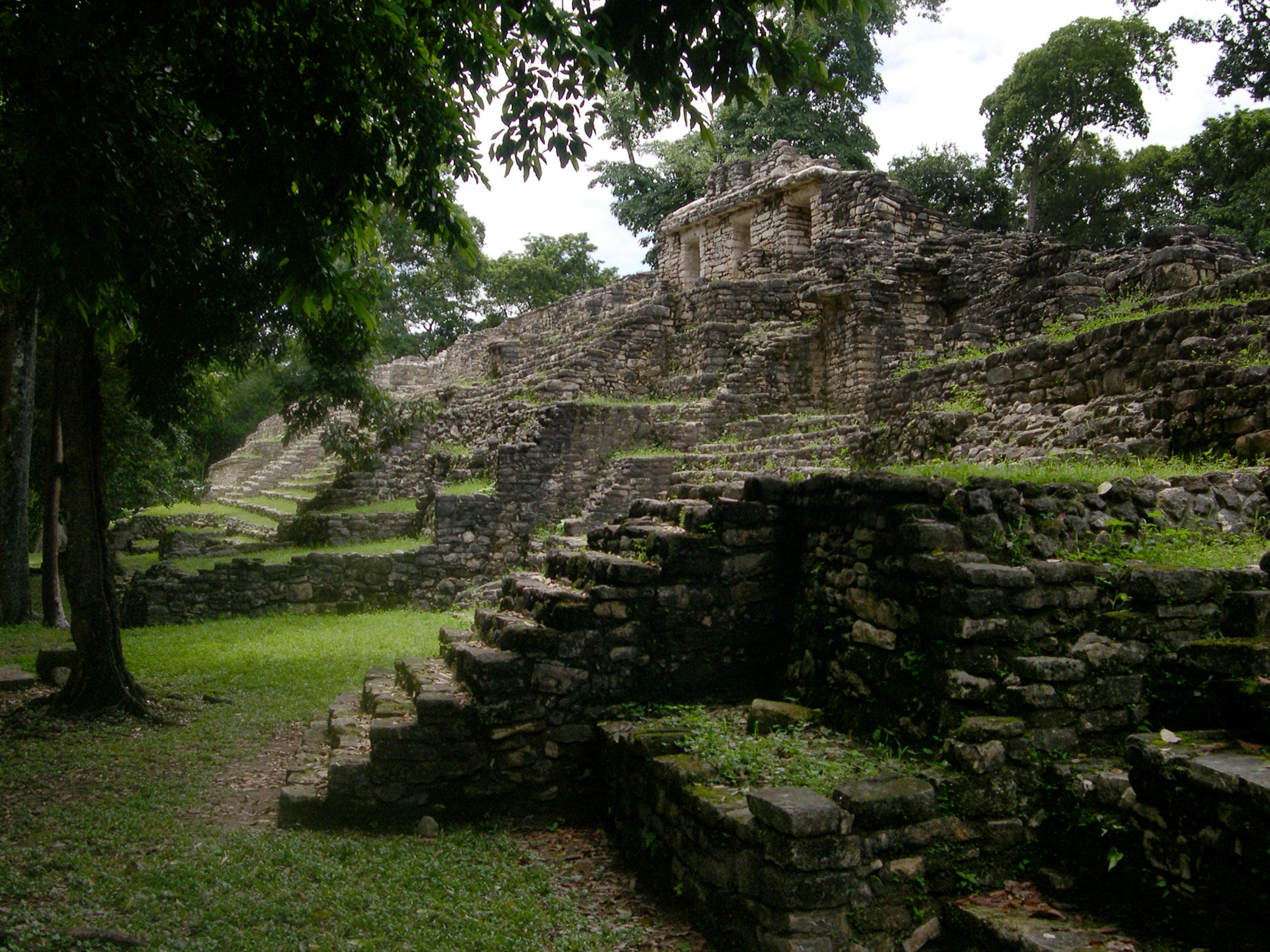
亚斯奇兰西部

亚斯奇兰位于乌苏马辛塔河的南端，位于一条馬蹄鐵状曲流的顶端。 这也保护了这座城邦除南部边界外的地方。 这座城邦在其主要竞争对手黑石城相距40（25英里）远的上游。 亚斯奇兰离波南帕克遗迹21（13英里）远。 这座城邦位于今天墨西哥恰帕斯州的奧科辛戈市，也处于墨西哥与危地马拉的国界上。 它也在Altar de Sacrificios的下游80（50英里）处。

## 历史

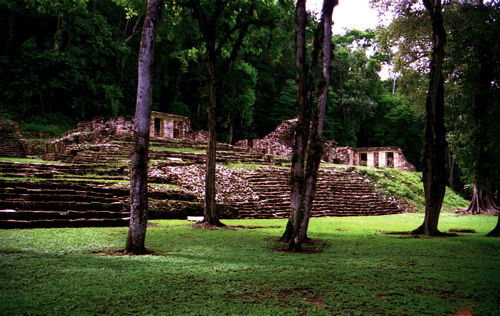
亚斯奇兰主广场

亚斯奇兰起源於玛雅前古典时代。 它的古典时代历史主要从当地的玛雅文字记录中，其中一项重要记载位于1号象形文字阶梯。 一些记载似乎为美化Bird Jaguar IV而被重新记载过。 在Itzamnaaj Balam II国王於681年至742年间执政前，亚斯奇兰十分小。 之後这个城邦成为了一个地域性的首都，而它的王朝也持续到了9世纪早期。

### 古典早期时代
亚斯奇兰可知的历史起源於Yopaat B'alam I的登位，约发生於359年7月23日。 他是一个漫长王朝的建立者，并在亚斯奇兰仍是一个小城邦时登上了王位。 后古典时期的玛雅文字铭文描述了古典早期时代亚斯奇兰与其邻邦的一系列战争。 K'inich Tatb'u Skull I在5世纪早期执政，他也是亚斯奇兰所记载的历史上第一位将敌邦国王抓为俘虏的统治者，即波南帕克的鸟美洲虎（Bird Jaguar）国王（不要与亚斯奇兰的第4位同名统治者混淆）。 与黑石城长期的敌对关系在5世纪就已经开始，因为双方都坚持要主导乌苏马辛塔河的贸易路线。 月亮头骨（Moon Skull）国王因在460年的一场与黑石城的战役中取胜而被称道，并将国王抓捕为俘虏，其名不详，只被称为统治者A 。 到5世纪中叶时，亚斯奇兰和大城邦蒂卡尔有了正式的接触。 亚斯奇兰的下一位国王Bird Jaguar II，在478年前後抓捕了黑石城国王的附庸。
Knot-eye Jaguar I是一位好战的国王，历史上记载他抓捕波南帕克、黑石城和大城邦蒂卡尔的名流。 在514年，Knot-eye Jaguar I被黑石城的统治者C抓捕，由12号過梁上记载的，他在敌邦国王的面前下跪。
他的后继者K'inich Tatb'u Skull II於526年2月11日登位。 这位国王因建造一系列雕刻的过梁而闻名，包括一张提供亚斯奇兰早年国王的王朝表。 K'inich Tatb'u Skull II 见证了亚斯奇兰的复兴，并且他抓捕了波南帕克、Lakamtuun的国王们，还有卡拉克穆尔的国王，卡拉克穆尔是两个古典时代最强大的玛雅城邦之一，也是蒂卡尔的强劲对手，是第二强大的力量。
亚斯奇兰於537年至629年间的历史鲜为人知，尽管这段时期有4位国王执政。 Knot-eye Jaguar II於564年抓捕了Lacanha的国王，这是这段时期鲜有能被得知的事件之一。 亚斯奇兰在这段漫长期间缺乏历史记录的原因或许是它陷入了更为强大的邻邦的控制，例如黑石城、帕伦克或是托尼那，它们都是当时乌苏马辛塔河地区的强大城邦。

### 後古典时期
波南帕克1号建筑物的亚斯奇兰壁画上纪念了亚斯奇兰指定Chan Muwaan I为附属统治者。亚斯奇兰重建了这个城邦。
在629年，Bird Jaguar III成为亚斯奇兰的国王。 在646年或是647年他抓捕了Hix Witz（意为“豹山”）的一个至今未明的城邦的国王，该城邦位于乌苏马辛塔河的北部。
在Itzamnaaj B'alam II和其子Bird Jaguar IV执政时期，亚斯奇兰达到了它最强大的时代。Itzamnaaj B'alam II在742年以90余岁的高龄去世。 Itzamnaaj B'alam II在681年10月登位，执政超过60年。 在他执政时期的最后三分之一时，他启动了建立纪念碑的工程，包括用雕刻过的过梁、玛雅文字阶梯和雕刻过的石碑来建造华丽的建筑物，迁移城邦的腹地。 在他的执政时期，亚斯奇兰王国扩张到西北部的La Pasadita和El Chicozapote。 期间Lacanha和波南帕克似乎成为了亚斯奇兰的附属国，尽管那块区域在715年时为托尼那所控制。
在689年，Itzamnaaj B'alam II的执政早期，他抓捕了Aj Sak Ichiy Pat. 713年他抓捕了一座未知城邦B'uktunn的AjawAj K'an Usja。 726年，亚斯奇兰被它的敌邦黑石城击败，此事被黑石城的8号石碑所记载。 Itzamnaaj B'alam II的一个“sajal”（下属国王）被敌邦所抓捕，但此事完全没有被亚斯奇兰的铭文所记载。重要的是，也并没有虚假的声称获胜。 在此时期後，Itzamnaaj B'alam II执政40余年後，他才开始启动他的建筑物计划，这或许表明当时亚斯奇兰能够挣脱一度强大的邻邦而宣称更大政治意味的独立了，同时亚斯奇兰也获得了更多来自河流贸易的利益。 在729年，Itzamnaaj B'alam II抓捕了Lacanha国王Aj Popol Chay。 此事件和Itzamnaaj Balam II执政时期亚斯奇兰取得的其他胜利，被44号建筑物的玛雅文字铭文和41号建筑物旁的一系列石碑所记载。 这场对Lacanha的胜利被人们与早年Knot-eye Jaguar II和同城邦的胜利作比较。 相似地，他在732年抓捕Hix Witz国王的事迹也被人们拿Bird Jaguar III对同城邦的胜利来作比较。
在749年，亚斯奇兰的Yopaat B'alam II参加了的庆祝黑石城的Itzam K'an Ahk II的仪式。 如果此时Yopaat B'alam II是亚斯奇兰的国王的话，那么这表明他是黑石城国王的下属。 这场事件被黑石城的3号壁板所记载；而亚斯奇兰却没有记载Yopaat B'alam II的掌权，表明如果他掌权过的话，有关他的记录一定在之后被抹去了。
亚斯奇兰在759年遭到了报复，它的敌人获取了胜利。 约790年，亚斯奇兰国王在波南帕克见证了Shield Jaguar III的上位，并雇了亚斯奇兰的工匠在“1号建筑物”的壁画上记载此事（和之前的Chan Muwaan）。
在808年，K'inich Tatb'u Skull III国王抓捕了黑石城的末代国王K'inich Yat Ahk II，此事件可能代表了亚斯奇兰的长期敌邦的结束，亚斯奇兰结束了黑石城的王朝统治并摧毁了此城邦。

### 现代历史

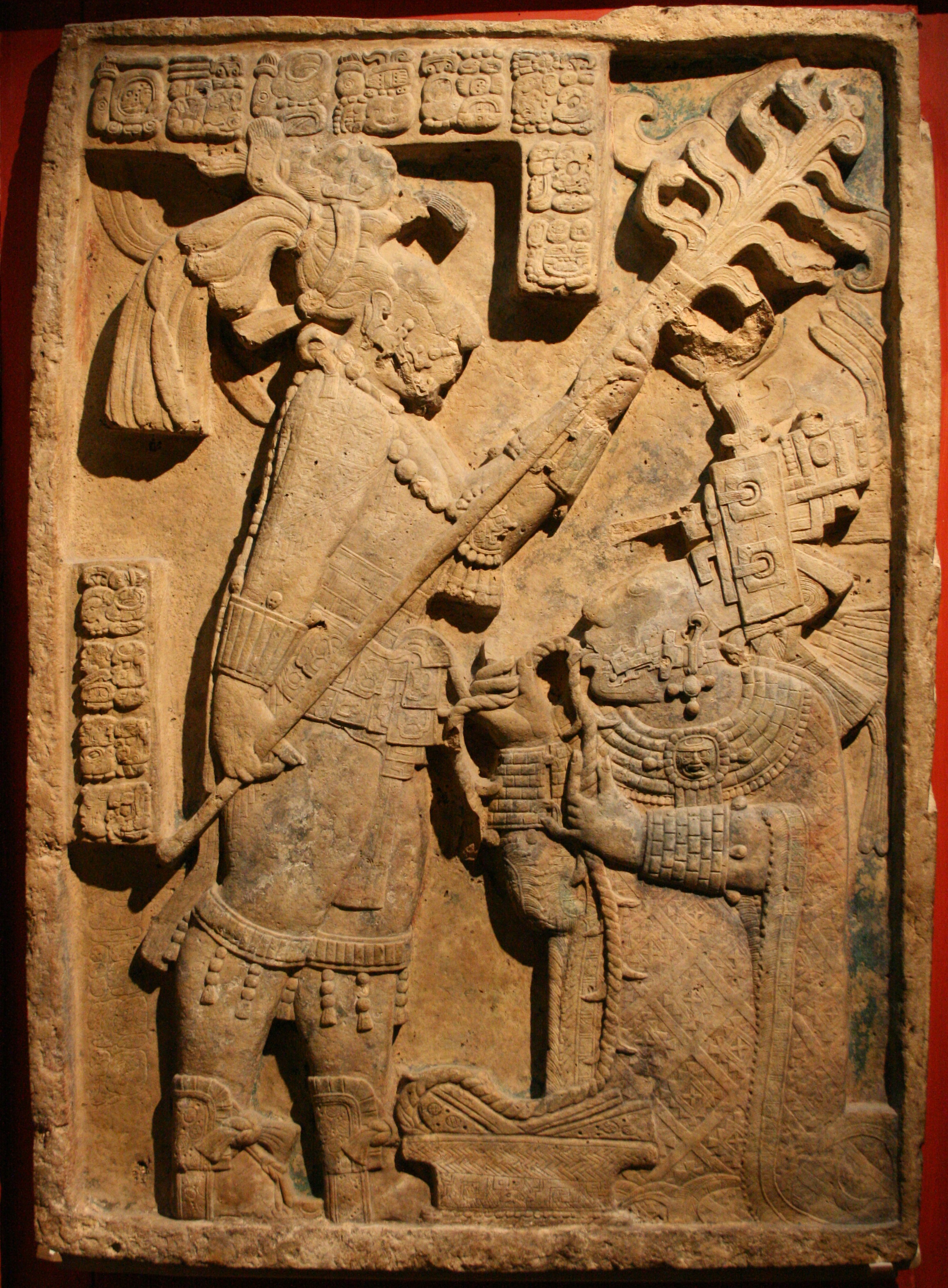
亚斯奇兰23号建筑物的Yaxchilan Lintel 24。作品描绘了发生於709年10月26日的可怕放血仪式。Itzamnaaj B'alam II国王手持火炬，他的妻子K'ab'al Xook夫人用带刺的绳子穿过她被刺穿的舌头。该作品目前藏於大英博物馆。

亚斯奇兰第一次被提及似乎是在胡安·加林多於1833年所作的一篇由皇家地理學會出版简报中。  危地马拉国立大学的教授Edwin Rockstoh於1881年到访亚斯奇兰并出版了另一篇短报。 探险家Alfred Maudslay和Désiré Charnay在1882年相继到访，之後他们出版了亚斯奇兰更细节化的资料，附带遗迹的绘画和照片。  Maudslay的报道由皇家地理學會於1883年出版。 Teoberto Maler在1897年至1900年间多次到访亚斯奇兰，他做了两卷对亚斯奇兰遗迹和周围城邦遗迹更为详细的描述，并在1903年被哈佛大学的Peabody博物馆出版。
1931年，西尔韦纳斯·莫利带领Carnegie机构远征往亚斯奇兰，绘制了遗迹地图，也发现了更多的纪念碑。
1970年以后，Ian Graham无数次到访亚斯奇兰并记录当地的铭文。 这些铭文在1977年在玛雅文字铭文集（Corpus of Maya Hieroglyphic Inscriptions）上被哈佛大学的Peabody博物馆出版。
墨西哥的国立人文历史机构（INAH）在1972 - 1973年间主导了亚斯奇兰的考古工作，1983年又再度进行，1990年代早期又开始了深度的考古工作。 INAH对亚斯奇兰的中心部分进行了保护。
玛雅学家Tatiana Proskouriakoff通过亚斯奇兰的铭文破译了一些玛雅文字，并能够辨别代表死亡、抓获、捕捉者的标志。 之後皮特·马修和其他学者继续完善他的研究。
自1990年开始，墨西哥国立自治大学的美學调查机构通过墨西哥前哥伦布时期绘画计划（La Pintura Mural Prehispánica en México）检查和记录前哥伦布时代的壁画，也包括亚斯奇兰的壁画在内。
除水路外，前往亚斯奇兰的方法都十分困难。百米内没有通道的问题直到近期才得以解决。前往亚斯奇兰的途径只有坐船，不然就是坐小型飞机。墨西哥政府在20世纪80年代早期建造的边界公路（Border Highway）让观光客得以来访。目前需要通过坐一个小时的船从Frontera Corozal沿着乌苏马辛塔河来到亚斯奇兰。
一些蘭卡洞人仍然前往亚斯奇兰朝圣并为玛雅神灵举行仪式。

## 已知的统治者
| 姓名（或昵称）                           | 统治年代   |
| ---------------------------------------- | ---------- |
| Yopaat B'alam I                          | 359–?      |
| Itzamnaaj B'alam I ("Shield Jaguar I")   | ?–?        |
| Bird Jaguar I                            | 378–389    |
| Yax Deer-Antler Skull                    | 389–c.402  |
| Ruler 5                                  | c.402–?    |
| K'inich Tatb'u Skull I                   | ?–?        |
| Moon Skull                               | -454–467   |
| Bird Jaguar II                           | 467–?      |
| Knot-eye Jaguar I                        | -508–c.518 |
| K'inich Tatb'u Skull II                  | 526–537+   |
| Knot-eye Jaguar II                       | c. 560–570 |
| Itzamnaaj B'alam II                      | ?–?        |
| K'inich Tatb'u Skull III                 | ?–?        |
| Bird Jaguar III                          | 629–669+   |
| Itzamnaaj B'alam II ("Shield Jaguar II") | 681–742    |
| Yopaat B'alam II                         | -749+      |
| Bird Jaguar IV                           | 752–768    |
| Itzamnaaj B'alam IV                      | 769–800+   |
| K'inich Tatb'u Skull IV                  | -808+      |

### 月亮头骨（Moon Skull）
他是亚斯奇兰第7位已知的统治者，在5世纪时掌权。 他的名字并不是真的指月亮，而是玛雅语中投槍器之意。

### 月豹二世（Bird Jaguar II）
他是亚斯奇兰第8位国王。 他的两位儿子在他之后也成为了国王，分别是Knot-eye Jaguar I和K'inich Tatb'u Skull II。

### 绳眼豹一世（Knot-eye Jaguar I）
他是亚斯奇兰第9位国王，他在6世纪早期上位。 他的玛雅文字或许应该被读为Joy B'alam。 他是前任统治者月豹二世（Bird Jaguar II）之子。

### K'inich Tatb'u头骨二世（K'inich Tatb'u Skull II）
他是王朝列表中的第10位国王。他是月豹二世（Bird Jaguar II）的另一个儿子。

### 鸟豹三世（Bird Jaguar III）
鸟豹三世娶巴加尔夫人为他的妻子，她活了很久，705年以至少98岁的高龄去世。 他们的儿子和继承人是Itzamnaaj B'alam II。

### Itzamnaaj B'alam II
Itzamnaak B'alam II在681年10月继位并统治长达60年。 他常在铭文中被提到为“Aj Nik之主”（Master of Aj Nik），指他在成为国王之前的初次抓捕，此事件在32处不同的场合提及了他的名字。 Aj Nik本人是一个叫做“Maan”或“Namaan”的下属国王，等级不高。